# Óscar Moncada Reyes
Óscar Moncada Reyes (1936 - Masatepe, 9 de noviembre de 2014) fue un político nicaragüense. Moncada sirvió como miembro de la Asamblea Nacional en tres legislaturas desde 1997 hasta 2011 y fue Presidente de la Asamblea de 1999 a 2001.

## Biografía
Óscar Moncada era hijo, en segundas nupcias del Presidente de Nicaragua José María Moncada, que presidió el país entre 1929 y 1933. Ocupó numerosos cargos en los mandatos de los presidentes Violeta Barrios de Chamorro (1990–1997) y Arnoldo Alemán (1997–2002).
En los últimos años, era vicepresidente del Partido Liberal Constitucionalista (PLC). Murió de un ataque cardíaco en su casa de Masatepe, Departamento de Masaya el 9 de noviembre de 2014 a la edad de 78 años.